# Фридберг (Гессен)
Фридберг (нем. Friedberg) — город в Германии, в земле Гессен. Подчинён административному округу Дармштадт. Входит в состав района Веттерау. Население составляет 27 962 человека (на 31 декабря 2010 года). Занимает площадь 50,17 км². Официальный код — 06 4 40 008.
Город подразделяется на 6 городских районов.

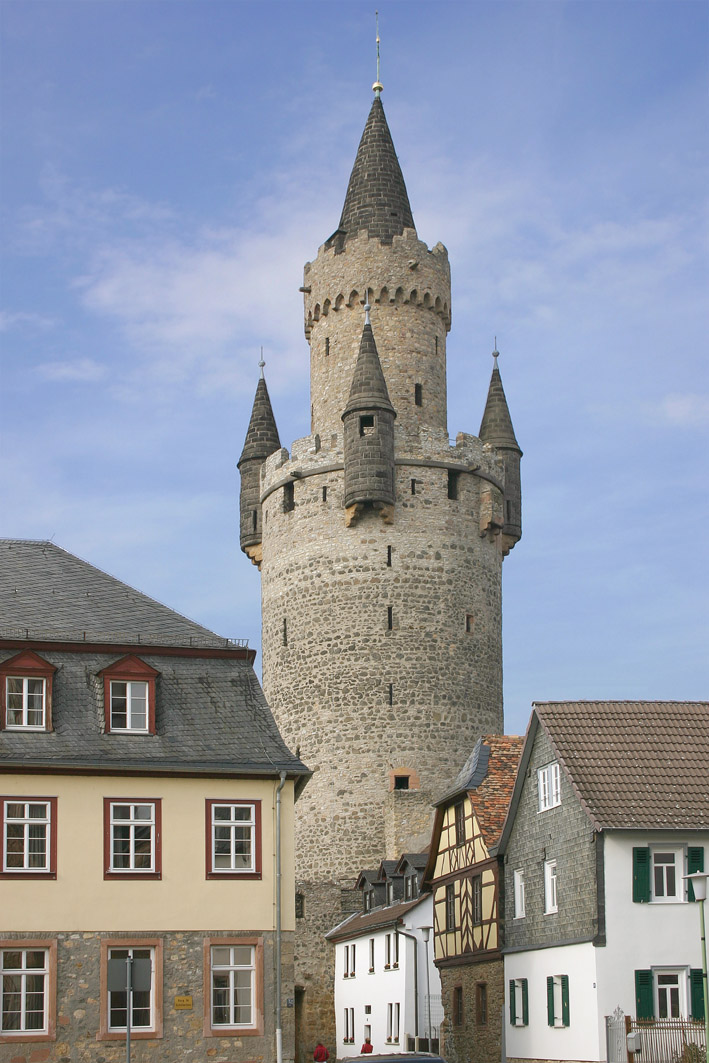
Фридберг

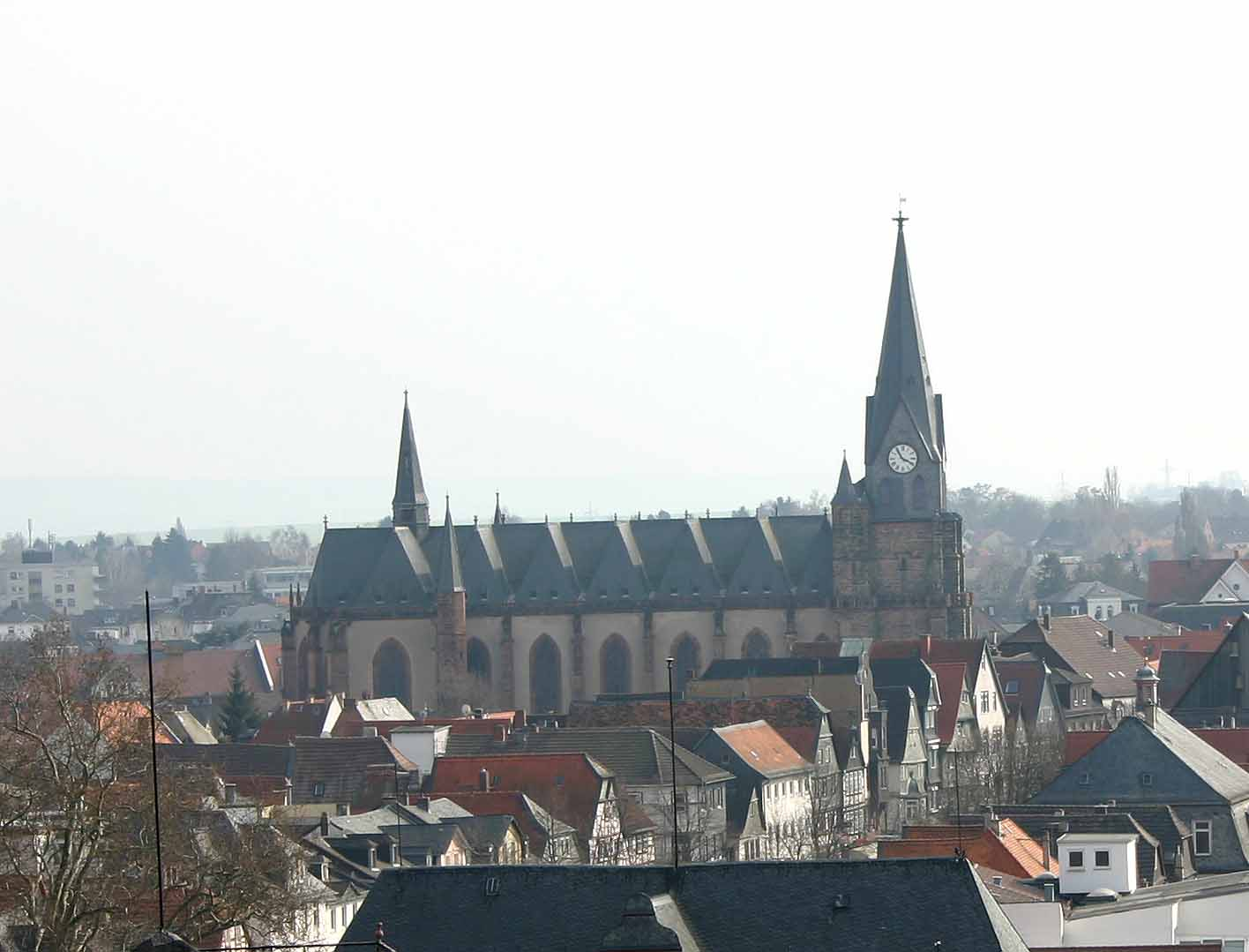
Фридберг

## Достопримечательности
- Готический собор.
- Средневековый замок.